# 水越勝重
水越 勝重（みずこし かつしげ、生没年不詳）は、越中国の戦国武将。神保氏の家臣で、後継者には水越職勝がいた。
著名な実績としては天文年間に椎名氏領の新川郡侵攻への足掛かりとして、神保長職の命で富山城を築城した。なお勝重がこの後長職と称したという誤った記述が『越登賀三州史』にあり、そのために二人は同一人物だと考えられていた時期があった。